# کرنل (کالیفرنیا)
کرنل (به انگلیسی: Kernell) یک منطقهٔ مسکونی در ایالات متحده آمریکا است که در شهرستان کرن، کالیفرنیا واقع شده‌است. کرنل ۷۹ متر بالاتر از سطح دریا واقع شده‌است.